# Oberösterreich (Habsburg)
Oberösterreich (lateinisch Austria Superior), auch Tirol und die Vorlande, war die Bezeichnung für einen durch Erbteilung der Habsburger von 1406 bis 1665 bestehenden Herrschaftsbereich, der aus der Grafschaft Tirol mit den Landesteilen Vorderösterreich und Vorarlberg bestand. Oberösterreich bildete gemeinsam mit dem Stammland dem Erzherzogtum Österreich (zeitweise auch als "Niederösterreich" bezeichnet) und dem zeitweise bestehenden Innerösterreich den Kernbereich der österreichischen Erblande.
Nicht zu verwechseln ist der habsburgische Oberösterreich Begriff mit dem heutigen österreichischen Bundesland Oberösterreich, welches damals als Österreich ob der Enns bezeichnet wurde und gemeinsam mit Österreich unter der Enns, dem heutigen Niederösterreich, Teil des Herzogtums Österreich war, welches wiederum zeitweise als (habsburgisches) „Niederösterreich“ bezeichnet wurde.
Populär gemacht haben den Ausdruck in der ursprünglichen Bedeutung Geographen und Kartenmacher wie Matthäus Merian, Georg Matthäus Vischer und Martin Zeiller.

## Geschichte
Die Bezeichnung Austria superior ist erstmals während des Österreichischen Interregnums im Jahre 1264 urkundlich erwähnt. In den ehemals babenbergischen Landen regierte damals Ottokar Přemysl, der 1254 im Frieden von Ofen den Traungau samt der Stadt Steyr aus der Steiermark herauslöste. Für das neue Verwaltungsgebiet zwischen Ybbs und Hausruck setzte sich zur Zeit der Habsburger jedoch ein anderer Begriff durch, nämlich Österreich ob der Enns (supra Anasum), das 1266 erstmals belegt ist.
Die Tiroler Lande hingegen, deren Kern in der Herrschaft Tyrol im Burggrafenamt in Südtirol liegt, sind in dieser Zeit gerade erst in Entwicklung, dort herrschen noch die Grafen von Görz-Tirol und erwerben in den 1250ern und 1260ern mit dem Oberinntal in Nordtirol die ersten Länder im heutigen Bundesland Tirol. Die Habsburger treten nach dem Erbvertrag der Görzerin Margarete von Tirol mit Rudolf dem Stifter 1363 dort die Herrschaft an. Schon bald nachher, im Hausvertrag von Neuberg 1379, trennen sich aber die Linien der Albertiner von der der Leopoldiner, erstere übernehmen Niederösterreich (Austria Inferior) mit dem (Erz-)Herzogtum ob und unter der Enns um Wien, zweitere Innerösterreich (Austria Interior) um Graz, mit den Herzogtümern Steier, Kärnten und Krain. Die letztere, jüngere Linie bildet in den (Älteren) Tiroler eine weitere Nebenlinie, und deren Herrschaft, die Grafschaft Tirol und deren Nebenlande, bekommt den alten Namen Oberösterreich (Austria Superior), für die alten Stammlande verwendet man den Namen Vorderösterreich (Austria Anterior), wobei die Lande Vorarlberg einen Zwischenstatus zwischen Tirol und den Vorlanden einnehmen. Die habsburgische Linie ist nur kurz und umfasst Friedrich  mit der leeren Tasche (1382–1439) und seinen Sohn Siegmund (1427–1496). Kurz vor Erlöschen der Linie, 1493, anlässlich des Amtsantritts von Maximilian I., wird von Kaiser Friedrich III. das Tiroler Grafentum gefürstet, also in den Stand der Reichsunmittelbarkeit erhöht.
Friedrich überwindet diese Trennung, und mit 1490 wird die gemeinsame Landesverwaltung in der Hofburg Innsbruck installiert. Seitdem verwalten die Tiroler Statthalter – anfangs durchwegs habsburgische Erbprinzen (Erzherzöge), später niederadelige Verwaltungsbeamte, auch Vorderösterreich oder die Vorlande (so, wie die Innerösterreichs noch die Küstenlande (Litorale) um Triest an der Adria mitverwalten). Zeitweise hatte aber einer der habsburgischen Prinzen innerhalb Oberösterreichs eine eigene vorderösterreichische Statthalterschaft inne, meist zu Freiburg im Breisgau.
Noch einmal, unter Kaiser Ferdinand II. bildet sich ein Tiroler Herrscherhaus, Jüngere Tiroler Linie genannt, als der ältere Sohn Ferdinand 1619 Kaiser (III.) und Erzherzog zu Österreich wird, und der jüngere Leopold (V., 1586–1632) Regent in Tirol. Auch diese Linie erlischt schon in der nächsten Generation, mit Sigismund Franz (1630–1665), und Ferdinand beerbt endgültig alle habsburgischen Linien. Hiermit verliert der Begriff „Oberösterreich“ im Sinne eines eigenständigen Territoriums seine Bedeutung. Innsbruck bleibt aber Standort der „oberösterreichischen Regierung und Kammer“, die Tirol und bis 1752 auch die gesamten Vorlande verwaltet.
In den folgenden Jahrhunderten, im Zuge der Zentralisierung des Absolutismus, bilden sich die Kronländer als zentrale Verwaltungsgliederung der Habsburgermonarchie heraus. Die Bezeichnung „Oberösterreich“ für Österreich ob der Enns taucht dann umgangssprachlich im 17. Jahrhundert wieder auf (offiziell für das Bundesland gilt es erst ab 1919), als die vorderösterreichischen Länder im schwäbisch-elsässischen Raum schon weitgehend verlustig gegangen waren und man nur mehr von Gefürsteten Grafschaft Tirol mit den Vorlanden oder letztendlich mit Vorarlberg sprach.